# Người Tsimané
Người Tsimané hay còn biết đến với tên gọi là Tsimane' hay Chimane là một tộc người da đỏ bản địa sinh sống ở vùng đất thấp thuộc Bolivia, là một bộ tộc sống ở khu rừng nhiệt đới, họ sinh sống tại các khu vực như San Borja, San Ignacio de Moxos, Rurrenabaque, và Santa Ana de Yacuma của vùng Beni. Tộc người này còn được biết đến với các tên gọi như Achumano, Chamano, Chimane, Chimanis, Chimanisa, Chimnisin, Chumano, Nawazi-Moñtji, và Ramano. Những người Tsimane, tại Bolivia có trái tim khỏ mạnh nhất hành tinh. Chế độ ăn giàu carbohydrate và chăm chỉ vận động được cho là bí quyết của họ.

## Lối sống
Người Tsimane không hề hút thuốc lá hay uống rượu. Họ cũng rất chăm chỉ vận động. Một người Tsimane đi trung bình 16.000-17.000 bước mỗi ngày. Thậm chí, một người trên 60 tuổi cũng đi khoảng 15.000 bước mỗi ngày. Chế độ ăn của tộc người Tsimane như sau:
- Có tới 17% nguồn thực phẩm của họ tới từ lợn rừng, lợn vòi Nam Mỹ và Capybara (một loài gặm nhấm lớn nhất thế giới ở rừng Amazon).
- Có tới 7% chế độ ăn uống tới từ các loại cá nước ngọt như cá piranha hay cá da trơn.

Phần lớn còn lại tới từ những thứ họ tự trồng được như lúa, ngô, củ khoai mỡ và chuối. Họ cũng ăn nhiều hoa quả và các loại hạt. Trong đó:
- Có tới 72% calo tiêu thụ của người Tsimane tới từ carbohydrate.
- Có tới 14% calo tiêu thụ của người Tsimane tới từ chất béo, người Tsimane tiêu thụ ít chất béo bão hòa hơn.
- Có tới 14% calo tiêu thụ của cả người Tsimane tới từ protein. Tuy nhiên, người Tsimane tiêu thụ nhiều thịt nạc hơn.

Chế độ ăn giàu cabohydrate được cho là bí quyết để có một trái tim khỏe mạnh tới mức đáng kinh ngạc của người Tsimane. Dù vậy, điều đó không có nghĩa là chỉ cần ăn thật nhiều thực phẩm giàu carbohydrate là được như họ. Các nhà nghiên cứu đánh giá cao hơn việc chăm chỉ vận động của người Tsimane trong việc giữ một trái tim khỏe mạnh.